# District Council of Ceduna
Ceduna är en kommun i Australien. Den ligger i delstaten South Australia, omkring 540 kilometer nordväst om delstatshuvudstaden Adelaide. Antalet invånare var 3 408 vid folkräkningen 2016.
Följande samhällen finns i Ceduna:
- Ceduna
- Smoky Bay
- Denial Bay
- Koonibba
- Nunjikompita